# Issaquah
Issaquah is een plaats (city) in de Amerikaanse staat Washington, en valt bestuurlijk gezien onder King County.

## Demografie
Bij de volkstelling in 2000 werd het aantal inwoners vastgesteld op 11.212.
In 2006 is het aantal inwoners door het United States Census Bureau geschat op 18.373, een stijging van 7161 (63.9%).

## Geografie
Volgens het United States Census Bureau beslaat de plaats een oppervlakte van
21,9 km², waarvan 21,8 km² land en 0,1 km² water. Issaquah ligt op ongeveer 11 m boven zeeniveau.

## Plaatsen in de nabije omgeving
De onderstaande figuur toont nabijgelegen plaatsen in een straal van 12 km rond Issaquah.

## Geboren
- David Call (14 augustus 1982), acteur